# Internazionali Femminili di Palermo 1996
Internazionali Femminili di Palermo 1996 — жіночий тенісний турнір, що проходив на відкритих кортах з ґрунтовим покриттям у Палермо (Італія). Належав до турнірів 4-ї категорії в рамках Туру WTA 1996. Турнір відбувся вдев'яте і тривав з 15 до 21 липня 1996 року. Четверта сіяна Барбара Шетт здобула титул в одиночному розряді.

## Фінальна частина

### Одиночний розряд
Барбара Шетт —  Забіне Гак 6–3, 6–3
- Для Шетт це був 1-й титул за рік і 1-й — за кар'єру.

### Парний розряд
Жанетта Гусарова /  Барбара Шетт —  Флоренсія Лабат /  Барбара Ріттнер 6–1, 6–2
- Для гусарової це був 1-й титул за рік і 1-й — за кар'єру. Для Шетт це був 2-й титул за сезон і 2-й - за кар'єру.